# Дерінкую
Дерінкую (тур. Derinkuyu — «глибокий колодязь») — найбільша підземна споруда в Каппадокії, знаходиться поблизу населеного пункту Дерінкую за 29 км від Невшехіра. Місто виявили 1963 року, частково дослідили та дозволили для доступу туристам 1965 року. Є частиною пам'ятки Світової спадщини «Національний парк Гьореме та печерні поселення Каппадокії».

## Історія
Підземне місто будували в VI—Х століттях. Зараз для вільного доступу відкрито лише 10 % території. У місті є кімнати, вентиляційні труби, каплиці й колодязі. Вниз веде тунель висотою 160—170 метрів. По боках від тунелю розташовані порожні камери. Вертикальні вентиляційні шахти (загалом 52) внизу доходять до ґрунтових вод і раніше служили одночасно колодязями.
Дерінкую — одне з 50 підземних міст Каппадокії. Деякі з них вже почали досліджувати, інші чекають своєї черги. Дерінкую є найбільш дослідженим із них.
Якщо Сакликент «невидимим містом» є чисто символічно, то Дерінкую — підземне місто у повному сенсі цього слова. Займає площу близько 4×4 км та заглиблюється приблизно на 55 м під землю. Передбачається, що місто має близько 20 поверхів, однак поки досліджено лише 8 з них. Вважається, що в Дерінкую могло одночасно проживати до 50 тисяч людей.
На думку істориків, будівництво підземного міста було розпочато ще хеттами близько 2000 років до н. е., проте досі невідомо, з якою метою вони почали це підземне будівництво. Перші християни розбудували і довели до досконалості розпочате хеттами. Для них підземне місто стало надійним притулком від гонителів християнської віри римлян і звірячих нападок різних кочових племен, що бачили Каппадокію ласим шматочком завдяки торговому шовковому шляху.
У підземному місті досконало продумали все необхідне для життєзабезпечення. Повітрям місто насичують 52 вентиляційні шахти, тому навіть на нижніх рівнях дихати легко. Воду отримували з тих самих шахт, оскільки, йдучи на глибину до 85 м, вони досягали ґрунтових вод та служили колодязями. Температура в місті тримається +13 — +15 °C. Усі зали та тунелі досить добре освітлені. На перших поверхах міста розташовували місця хрещення, місіонерські школи, склади, кухні, їдальні та спальні кімнати, хліви для тварин і винні льохи. На третьому і четвертому поверхах — збройові склади. Тут же знаходилися церкви і храми, майстерні тощо. На восьмому поверсі — «Конференц-зал».

## Життя в місті
З приводу того, як жили тут люди: постійно чи періодично — думки розходяться. Одні стверджують, що жителі підземного міста виходили на поверхню тільки для обробітку полів. Інші вважають, що люди жили в наземному селищі і ховалися під землю тільки під час набігів. У будь-якому разі місто має безліч потайних ходів (близько 600), які мали вихід на поверхню в різних місцях, у тому числі, і в наземні хатини.
Мешканці Дерінкую також подбали про те, щоб максимально захистити місто від проникнення загарбників. У разі небезпеки ходи завалювали величезними валунами, зрушити які могли тільки зсередини дві людини. Навіть якби загарбники якимось неймовірним чином змогли потрапити на перші поверхи міста, систему продумали так, що входи на нижні поверхи намертво блокували. Окрім того, не знаючи міста, загарбники просто заблукали б у цих нескінченних лабіринтах, так і не зумівши вибратися назовні, тоді як населення могло спокійно перечекати навалу на нижніх поверхах або вибратися на поверхню в інших місцях: наприклад, у такому ж підземному місті Каймакли, до якого вів підземний 9-кілометровий тунель.
Створити місто у скелі люди змогли завдяки надзвичайним властивостям туфів: вони добре піддаються обробці, а під впливом повітря набувають величезної міцності. Тому протягом століть люди використовували цю унікальну природну особливість Каппадокії для створення печерних жител або підземних міст.
У Дерінкую вирувало активне життя аж до VIII століття. Потім місто довгі століття було в забутті, практично втрачене, поки його випадково не виявили 1963 року. Місцеві фермери, не розуміючи справжньої цінності знайденого, використовували ці добре вентильовані приміщення як склади для зберігання овочів, допоки місто не дослідили і не стали використовувати для туризму. Для огляду туристам доступна лише мала частина міста — близько 10 %. Задля безпеки туристів зайві ходи перекрито, розставлено вказівники. Коридори міста досить вузькі та низькі (висотою 160—170 см), пересуватися доводиться напівзігнутим, на нижній поверх ведуть 204 сходинки.
Вхід до підземного міста Дерінкую розташований у одноповерховому будинку в однойменному селищі Дерінкую, розташованому посеред плоскогір'я на висоті 1355 м над рівнем моря за 26 км на південь від Невшехіра.

## Галерея

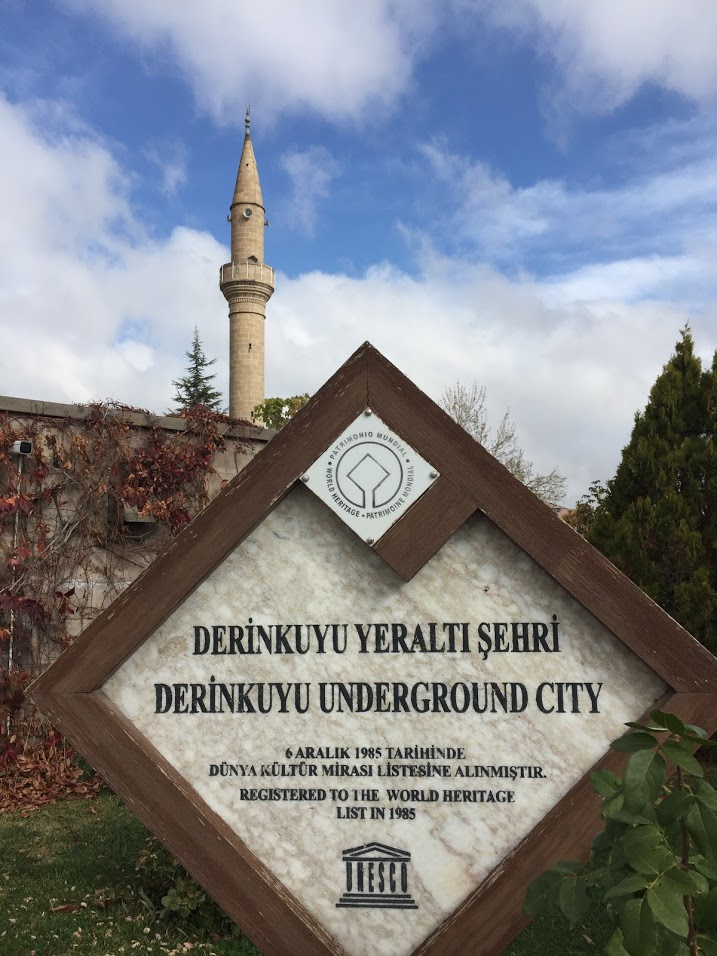
Дерінкую, територія біля входу до підземного міста
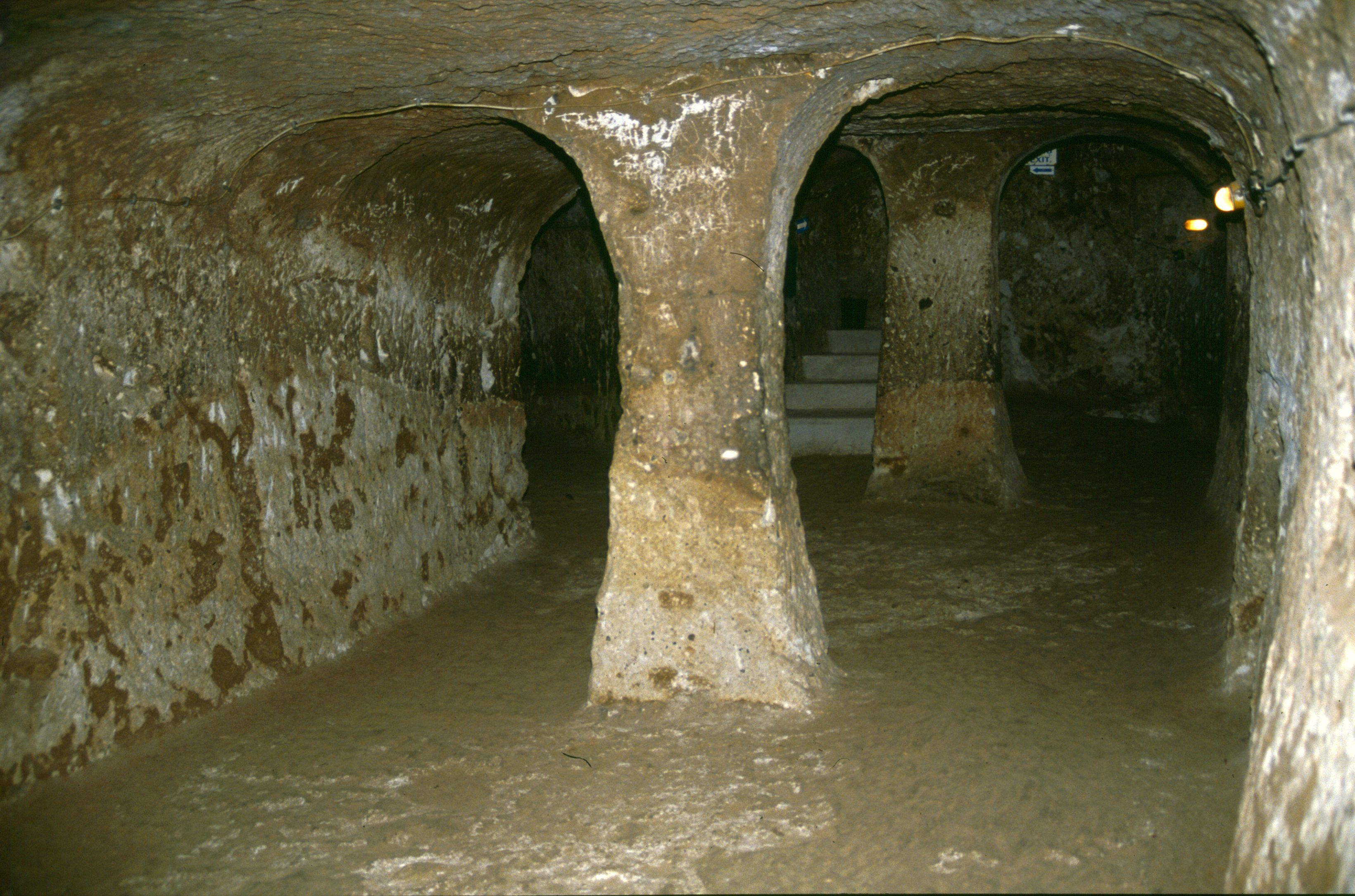
Підземне місто Дерінкую
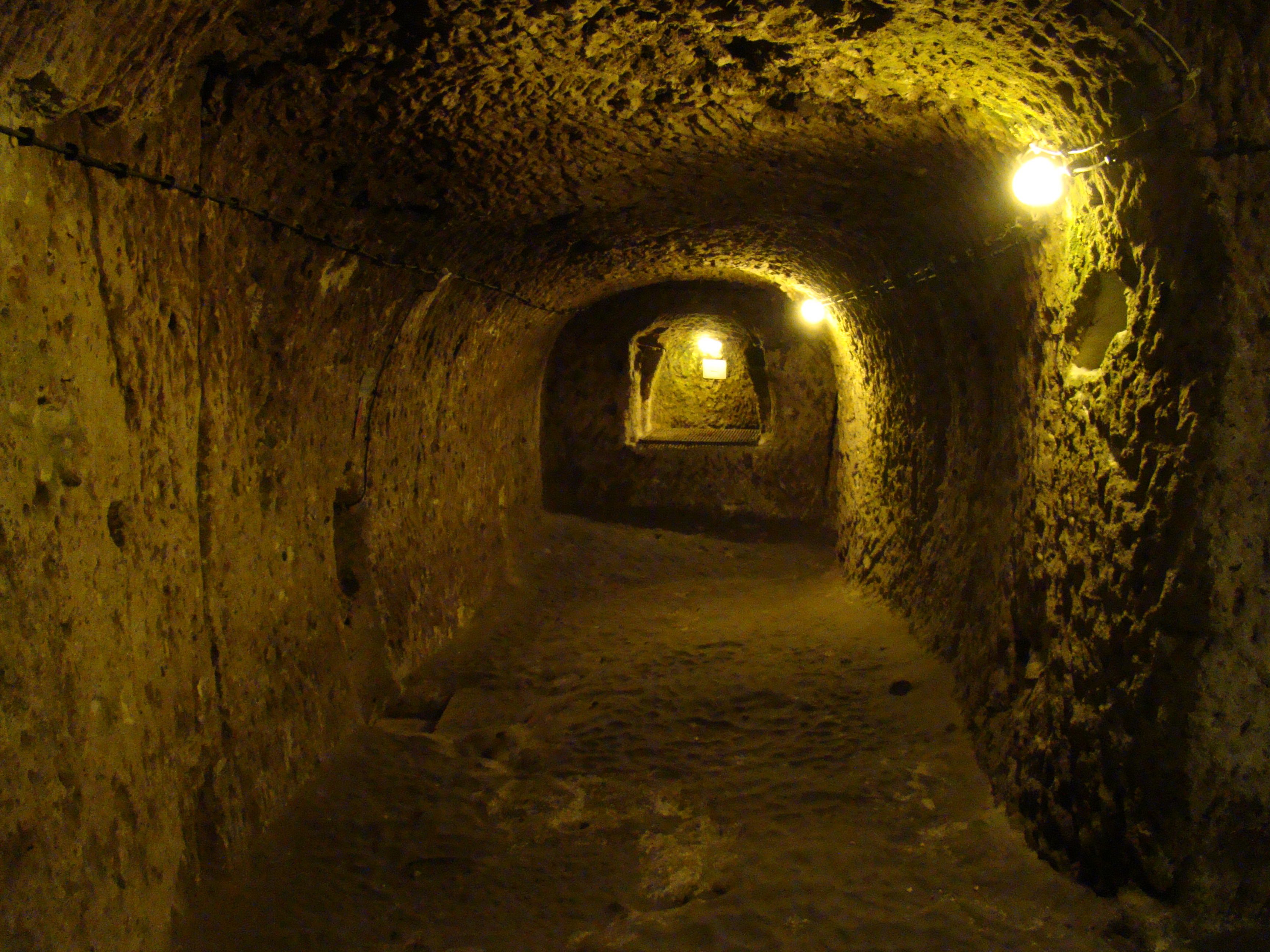
Підземне місто Дерінкую
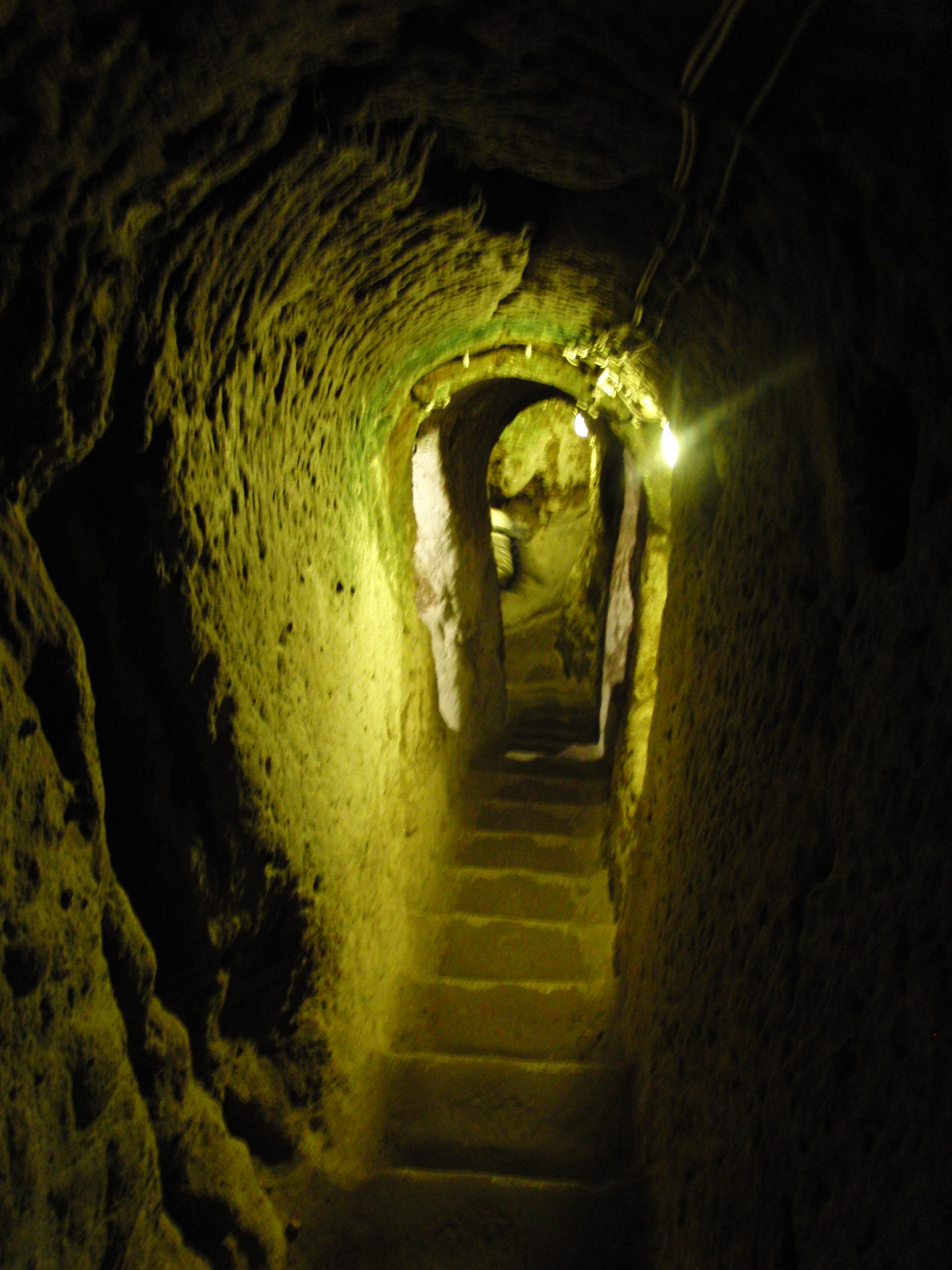
Сходи в підземному місті Дерінкую